# Salomão II de Imerícia
Salomão II (em georgiano: სოლომონ II; 1772 – 7 de fevereiro de 1815) foi o último rei da dinastia Bagrationi do Reino da Imerícia (Geórgia Ocidental) de 1789 a 1790 e de 1792 até a sua retirada do poder pelo Império Russo em 1810.